# Enrique de Marchena
Enrique de Dujarric Marchena (13. oktober 1908 i Ciudad, Trujillo den Dominikanske Republik – 1988) var en dominikansk komponist, pianist og diplomat.
de Marchena studerede politisk videnskab og jura på Dominican Republic National University,
og studerede samtidig musikteori og klaver på Liceo Musical of Ciudad Trujillo Musikkonservatorium.
de Marchena hører til en af de fremmeste komponister fra den Dominikanske Republik.
Han har skrevet orkesterværker, violinkoncert, klaverkoncert, fløjtekoncert, kammermusik, klaverstykker etc. 